# Teatrul Ziegfeld
Teatrul Ziegfeld a fost un teatru cu renume de pe Broadway situat la intersecția Sixth Avenue cu Strada 54 din Manhattan, New York. A fost construit în 1927 și demolat în 1966.